# Sistema de tutoría inteligente
Sistema de Tutoría Inteligente (en inglés Intelligent Tutoring System) es la manera de apoyar al aprendizaje a través de tecnologías principalmente informáticas.

#### Los ITS requieren
- Generar enseñanza en tiempo real y por demanda de las necesidades individuales
- Ser compatibles con el diálogo de diferentes tipos de instrucción (no solo apoyado en tecnologías), permitiendo la discusión libre entre la tecnología y el estudiante (usuario)

Este término es utilizado en el ámbito de los estándares SCORM y según su definición y uso es distinto a CBI que sería la contraparte tecnológica, es decir CBI sería más bien la tecnología para apoyar al aprendizaje.

### Tutoría
La palabra "Tutoria" procede del latín y está conformada por la suma de tres núcleos claramente delimitados: 'tueri' que es sinónimo de “proteger” o “velar”, 'tor' que puede definirse como “agente”, y finalmente el sufijo –'ia' que es equivalente a “cualidad”.
La tutoría es una forma de atención educativa donde el profesor apoya a un estudiante o a un grupo de estudiantes de una manera sistemática, por medio de la estructuración de objetivos, programas, organización por áreas, técnicas de enseñanza apropiadas e integración de grupos conforme a ciertos criterios y mecanismos de monitoreo y control, entre otros.
La tutoría académica es el proceso de acompañamiento de tipo personal y académico a lo largo del proceso educativo para mejorar el rendimiento académico, solucionar problemas escolares, desarrollar hábitos de estudio, trabajo, reflexión y convivencia social.

#### Objetivos
1. Conocer diversas formas de resolver sus problemas dentro del contexto escolar.
2. Comprender las características del plan de estudios y las opciones de trayectoria.
3. Adquirir técnicas adecuadas de lectura y comprensión.
4. Desarrollar estrategias de estudio.
5. Superar dificultades en el aprendizaje y en el rendimiento académico.
6. Adaptarse e integrarse a la universidad y al ambiente escolar.
7. Diseñar la trayectoria curricular más adecuada, de acuerdo con los recursos, capacidades y expectativas personales, familiares y del Instituto.
8. Seleccionar actividades extraescolares que pueden mejorar su formación.
9. Recibir retroalimentación en aspectos relacionados con su estabilidad emocional y su actitud como futuro profesional de la carrera.
10. Conocer los apoyos y beneficios que puede obtener de las diversas instancias.